# Наркоз (фільм)
«Наркоз» (англ. Awake) — американський драматичний трилер режисера Джобі Гарольда (був також сценаристом), що вийшов 2007 року. У головних ролях Хайден Крістенсен, Джессіка Альба, Терренс Говард, Лена Олін.
Продюсерами були Джейсон Кліот, Джон Пенотті, Фішер Стівенс і Джоана Вісенте. Вперше фільм продемонстрували 30 листопада 2007 року у США. В Україні фільм у кінопрокаті не демонструвався.

## Сюжет
Клей Бересфорд — успішний бізнесмен, мільярдер — має проблеми із серцем, тому йому необхідна трансплантація від донора. Одного дня він іде на операцію, яку проводитеме його друг. Проте наркоз на нього не подіяв і він залишився при тямі і почув, що команда лікарів змовились із Сем, його дівчиною, і хочуть його вбити.

## У ролях
| Актор                 | Персонаж                                           | Роль                                   |
| --------------------- | -------------------------------------------------- | -------------------------------------- |
| Хайден Крістенсен     | Клей Бересфорд (англ. Clay Beresford)              | хлопець Сем                            |
| Джессіка Альба        | Сем (англ. Sam)                                    | дівчина Клея, особиста помічниця Ліліт |
| Терренс Говард        | Джек Гарпер (англ. Jack Harper)                    | доктор-транспантолог, друг Клея        |
| Лєна Олін             | Ліліт Бересфорд (англ. Lilith Beresford)           | мати Клея                              |
| Фішер Стівенс         | Юджин Путтнам (англ. Eugene Puttnam)               | доктор                                 |
| Арлісс Говард         | Джонатан Неєр (англ. Jonathan Neyer)               | доктор                                 |
| Крістофер Мак-Дональд | Ларрі Люпен (англ. Larry Lupin)                    | доктор                                 |
| Джорджина Чапман      | Пенні Карвер (англ. Penny Carver)                  | медсестра                              |
| Сем Робардс           | Клей Бересфорд-старший (англ. Clay Beresford, Sr.) | батько Клея                            |
| Девід Гарбор          | Дракула (англ. Dracula)                            |                                        |

## Сприйняття

### Критика
Фільм отримав загалом негативні відгуки: Rotten Tomatoes дав оцінку 24 % на основі 59 відгуків від критиків (середня оцінка 4,2/10) і 57 % від глядачів із середньою оцінкою 3,2/5 (234,311 голосів), Internet Movie Database — 6,4/10 (46 508 голосів), Metacritic — 33/100 (17 відгуків критиків) і 6,9/10 від глядачів (83 голоси).

### Касові збори
Під час показу у США, що почався 30 листопада 2007 року, протягом першого тижня фільм був показаний у 2,002 кінотеатрах і зібрав $5,856,872, що на той час дозволило йому зайняти 5 місце серед усіх прем'єр. Показ протривав 98 днів (14 тижнів) і закінчився 6 березня 2008 року, зібравши у прокаті у США $14,377,198, а у світі — $18,308,481, тобто $32,685,679 загалом при бюджеті $8,6 млн.

### Нагороди і номінації[9]
| Рік  | Нагорода              | Категорія                  | Номінант                                                  | Результат |
| ---- | --------------------- | -------------------------- | --------------------------------------------------------- | --------- |
| 2008 | Golden Trailer Awards | Golden Fleece              |                                                           | Перемога  |
| 2008 | Golden Trailer Awards | Найкращий постер трилера   | фільм                                                     | Номінація |
| 2008 | Золота малина         | Найгірша актриса           | Джессіка Альба                                            | Номінація |
| 2008 | Золота малина         | Найгірший акторський склад | Джессіка Альба, Хайден Крістенсен, Дейн Кук, Йоан Гріффіт | Номінація |